# جائزة الرواد لمؤسسة التخوم الإلكترونية
جائزة الرواد (بالإنجليزية: EFF Pioneer Award)‏ هي جائزة سنوية تقدمها مؤسسة التخوم الإلكترونية (EFF) للأشخاص أو المؤسسات الذين قدموا مساهمات كبيرة في تمكين الأفراد في استخدام أجهزة الكمبيوتر. حتى عام 1998 تم تقديمها في حفل أقيم في واشنطن العاصمة في الولايات المتحدة. بعد ذلك تم تقديمها في مؤتمر الكمبيوتر والحرية والخصوصية . في عام 2007 تم تقديمها في مؤتمر أوريلي ميديا المسمى Emerging Technology .

## الفائزون
- 1992: دوغلاس إنجلبارت ، روبرت إي كان ، توم جينينغز ، جيم وارن ، أندريه سمريكزينسكي
- 1993: بول باران ، فينت سيرف ، وارد كريستنسن ، ديف هيوز ، مطورو USENET (تم قبولهم من قبل Tom Truscott وJim Ellis )
- 1994: إيفان ساذرلاند ، بيل أتكينسون ، ويتفيلد ديفي ومارتن هيلمان ، موراي توروف وستار روكسان هيلتز ، لي فيلسنشتاين ، وويل (الرابط المكتبي للأرض بأكملها (the Whole Earth 'Lectronic Link))
- 1995: فيليب زيمرمان ، أنيتا بورغ ، ويليس وير
- 1996: روبرت ميتكالف وبيتر نيومان وشابير سافدار ومات بليز
- 1997: هيدي لامار وجورج أنثيل (جائزة خاصة ؛ بعد وفاته فيما يتعلق بـجورج أنثيل) ، يوهان هيلسينجيوس ، مارك روتنبرغ
- 1998: لينوس تورفالدس ، ريتشارد ستالمان ، باربرا سيمونز
- 1999: جون بوستل (جائزة بعد وفاته) ، درازن بانتيك ، سيمون ديفيز [3]
- 2000: " Librarians Everywhere" (استلمها كارين ج. شنايدر ) ، تيم بيرنرز لي ، فيل أجري
- 2001: بروس إنيس (جائزة بعد وفاته) ، سيث فينكلستين ، ستيفاني بيرين
- 2002: دان جيلمور ، بيث جيفنز ، جون جوهانسن ومؤلفوا كتاب DeCSS
- 2003: إيمي جودمان ، إبن موغلن ، ديفيد سوبيل [4]
- 2004: كيم ألكسندر ، David L. Dill ، افي روبين (لأسباب أمنية مع التصويت الإلكتروني )
- 2005: ميتش كابور ، إدوارد فلتن ، باتريك بول
- 2006: كريغزلست ، جيجي سون ، جيمي ويلز
- 2007: يوشاي بينكلر ، كوري دوكتورو ، بروس شنير
- 2008: مؤسسة موزيلا ورئيسها ميتشل بيكر ؛ مايكل جيست و AT&T المبلغين عن المخالفات مارك كلاين [5]
- 2009: ليمور "ليديادا" فرايد ، وهاري هيرستي وكارل مالامود
- 2010: ستيفن أفترجود وجيمس بويل وباميلا جونز من موقع Groklaw وهاري كريشنا براساد فيمورو.
- 2011: رون وايدن وإيان غولدبرغ ووموقع نواة.
- 2012: أندرو (بوني) هوانغ ، جيريمي زيمرمان ، مشروع تور.
- 2013: آرون شوارتز (جائزة بعد وفاته) وجيمس لوف وجلين غرينوالد ولورا بويتراس.
- 2014: فرانك لارو ، زوي لوفغرين ، تريفور باجلين.
- 2015: كاسبار بودن (جائزة بعد وفاته) و Citizen Lab وAnriette Esterhuysen وجمعية الاتصالات التقدمية وكاثي سييرا [6]
- 2016: مالكية سيريل من مركز العدالة الإعلامية، ناشط حماية البيانات ماكس شريمز ، مؤلفوا تقرير "Keys Under Doormats" ، وأعضاء مجلس الشيوخ في ولاية كاليفورنيا مارك لينو وجويل أندرسون . [7] [8]
- 2017: تشيلسي مانينغ ، مايك ماسنيك ، آني جيم [9]
- 2018: ستيفاني لينز ، جو ماكنامي (من EDRi ) ، سارة ت.روبرتس [10]
- 2019: دانا بويد ، ومنظمة خصوصية أوكلاند ، و ويليام جيبسون [11]

## أنظر أيضاً
- جائزة تورنغ

## روابط خارجية
- الموقع الرسمي